# Circonscription de Saint-Pierre-et-Miquelon
La circonscription de Saint-Pierre-et-Miquelon est l'unique circonscription législative de la collectivité d'outre-mer Saint-Pierre-et-Miquelon située dans l'Océan Atlantique à l'est du Canada.
Elle est représentée dans la XVIIe législature par Stéphane Lenormand, député du groupe Libertés, indépendants, outre-mer et territoires.  

## Description géographique et démographique
La circonscription comprend les 2 communes de l'archipel :
- Saint-Pierre, 5 223 habitants
- Miquelon-Langlade, 596 habitants

La circonscription comptait 5 873 habitants au recensement de 2021 ce qui en fait la circonscription la moins peuplée de France.

## Liste des députés

### Liste des députés sous laIVeRépublique
| Date d'élection | Identité                   | Groupe politique | Qualité - Remarques |
| --------------- | -------------------------- | ---------------- | --- |
| 1945            | Henri Debidour             | UDSR             | |
| 1946            | Henri Debidour             | UDSR             | |
| 1947            | Dominique-Antoine Laurelli | MRP              | |
| 1951            | Alain Savary               | SFIO             | Compagnon de la Libération, ancien gouverneur de Saint-Pierre-et-Miquelon après le ralliement de l'archipel à la France libre. |
| 1956            | Alain Savary               | SFIO             | |

### Liste des députés sous laVeRépublique
| Législature | Début de mandat | Fin de mandat  | Député                     | Parti politique | Observations |
| ----------- | --------------- | -------------- | -------------------------- | --------------- | --- |
| Ire         | 10 mai 1959     | 9 octobre 1962 | Dominique-Antoine Laurelli | UNR             | Mandat écourté à la suite d'une dissolution parlementaire décidée par Charles de Gaulle. |
| IIe         | 1962            | 4 juin 1964    | Albert Briand              | Non-inscrit     | Démissionne le 4 juin 1964. Réélu en novembre lors d'une élection partielle. Remplace Albert Briand, décédé le 30 mai 1966. |
| IIe         | 4 juin 1964     | 30 mai 1966    | Albert Briand              | Non-inscrit     | Démissionne le 4 juin 1964. Réélu en novembre lors d'une élection partielle. Remplace Albert Briand, décédé le 30 mai 1966. |
| IIe         | 30 mai 1966     | 2 avril 1967   | Henry Le Besnerais         | Non-inscrit     | Démissionne le 4 juin 1964. Réélu en novembre lors d'une élection partielle. Remplace Albert Briand, décédé le 30 mai 1966. |
| IIIe        | 3 avril 1967    | 30 mai 1968    | Jacques-Philippe Vendroux  | UDVe            | Mandat écourté à la suite d'une dissolution parlementaire décidée par Charles de Gaulle. |
| IVe         | 11 juillet 1968 | 1er avril 1973 | Jacques-Philippe Vendroux  | UDR             | |
| Ve          | 2 avril 1973    | 2 avril 1978   | Frédéric Gabriel           | CDP             | |
| VIe         | 3 avril 1978    | 22 mai 1981    | Marc Plantegenest          | SE              | Mandat écourté à la suite d'une dissolution parlementaire décidée par François Mitterrand. |
| VIIe        | 2 juillet 1981  | 1er avril 1986 | Albert Pen                 | PS              | Maire de Saint-Pierre. Julien Lepers, alors animateur de la campagne nationale du RPR, fut candidat à cette élection,. |
| VIIIe       | 2 avril 1986    | 1986           | Albert Pen                 | PS              | Élu en décembre lors d'une élection partielle. Proportionnelle par département, pas de député par circonscription. Mandat écourté à la suite d'une dissolution parlementaire décidée par François Mitterrand. |
| VIIIe       | 1986            | 14 mai 1988    | Gérard Grignon             | UDF             | Élu en décembre lors d'une élection partielle. Proportionnelle par département, pas de député par circonscription. Mandat écourté à la suite d'une dissolution parlementaire décidée par François Mitterrand. |
| IXe         | 23 juin 1988    | 1er avril 1993 | Gérard Grignon             | UDF             | Conseiller municipal de Saint-Pierre. |
| Xe          | 2 avril 1993    | 21 avril 1997  | Gérard Grignon             | UDF             | Président du conseil général. Mandat écourté à la suite d'une dissolution parlementaire décidée par Jacques Chirac. |
| XIe         | 12 juin 1997    | 18 juin 2002   | Gérard Grignon             | UDF             | |
| XIIe        | 19 juin 2002    | 19 juin 2007   | Gérard Grignon             | Divers droite   | |
| XIIIe       | 20 juin 2007    | 19 juin 2012   | Annick Girardin            | PRG             | Membre du Conseil territorial |
| XIVe        | 20 juin 2012    | 10 mai 2014    | Annick Girardin            | PRG             | Nommée secrétaire d'état dans le gouvernement Valls, Annick Girardin est remplacée par sa suppléante Catherine Pen à compter du 10 mai 2014. Suppléante d'Annick Girardin, nommée secrétaire d'État le 9 avril 2014. Démissionnaire le jour même de son entrée à l'Assemblée Réélue lors de l'élection partielle consécutive à la démission de Catherine Pen. Elle reste au gouvernement et est remplacée par son suppléant au bout d'un mois. Remplace Annick Girardin, nommée secrétaire d'État. |
| XIVe        | 10 mai 2014     | 10 mai 2014    | Catherine Pen              | PRG             | Nommée secrétaire d'état dans le gouvernement Valls, Annick Girardin est remplacée par sa suppléante Catherine Pen à compter du 10 mai 2014. Suppléante d'Annick Girardin, nommée secrétaire d'État le 9 avril 2014. Démissionnaire le jour même de son entrée à l'Assemblée Réélue lors de l'élection partielle consécutive à la démission de Catherine Pen. Elle reste au gouvernement et est remplacée par son suppléant au bout d'un mois. Remplace Annick Girardin, nommée secrétaire d'État. |
| XIVe        | 10 mai 2014     | juin 2014      | Annick Girardin            | PRG             | Nommée secrétaire d'état dans le gouvernement Valls, Annick Girardin est remplacée par sa suppléante Catherine Pen à compter du 10 mai 2014. Suppléante d'Annick Girardin, nommée secrétaire d'État le 9 avril 2014. Démissionnaire le jour même de son entrée à l'Assemblée Réélue lors de l'élection partielle consécutive à la démission de Catherine Pen. Elle reste au gouvernement et est remplacée par son suppléant au bout d'un mois. Remplace Annick Girardin, nommée secrétaire d'État. |
| XIVe        | juin 2014       | 20 juin 2017   | Stéphane Claireaux         | PRG             | Nommée secrétaire d'état dans le gouvernement Valls, Annick Girardin est remplacée par sa suppléante Catherine Pen à compter du 10 mai 2014. Suppléante d'Annick Girardin, nommée secrétaire d'État le 9 avril 2014. Démissionnaire le jour même de son entrée à l'Assemblée Réélue lors de l'élection partielle consécutive à la démission de Catherine Pen. Elle reste au gouvernement et est remplacée par son suppléant au bout d'un mois. Remplace Annick Girardin, nommée secrétaire d'État. |
| XVe         | 21 juin 2017    | 17 mai 2017    | Annick Girardin            | PRG             | Nommée ministre des Outre-mer le 17 mai 2017. Elle reste au gouvernement et est remplacée par son suppléant au bout d'un mois. Remplace Annick Girardin, nommée ministre des Outre-mer. |
| XVe         | 17 mai 2017     | 21 juin 2022   | Stéphane Claireaux         | LREM            | Nommée ministre des Outre-mer le 17 mai 2017. Elle reste au gouvernement et est remplacée par son suppléant au bout d'un mois. Remplace Annick Girardin, nommée ministre des Outre-mer. |
| XVIe        | 22 juin 2022    | 9 Juin 2024    | Stéphane Lenormand         | AD              | Président du conseil territorial de Saint-Pierre-et-Miquelon Mandat écourté à la suite d'une dissolution parlementaire décidée par Emmanuel Macron. |
| XVIIe       | 18 juillet 2024 | En cours       | Stéphane Lenormand         | AD              | Président du conseil territorial de Saint-Pierre-et-Miquelon |

## Résultats électoraux

### Élections de 1959
| | Dominique-Antoine Laurelli sortant réélu | Sans étiquette | 1 145 | 46     |  |  |  |
| | Claude Guy                               | Divers droite  | 968   | 38,89  |  |  |  |
| | Edgard Tupet-Thome                       | UNR            | 376   | 15,11  |  |  |  |
| |                                          |                |       |        |  |  |  |
| Inscrits | Inscrits                                 | Inscrits       | 2 831 | 100,00 |  |  |  |
| Abstentions | Abstentions                              | Abstentions    | 307   | 10,84  |  |  |  |
| Votants | Votants                                  | Votants        | 2 524 | 89,16  |  |  |  |
| Blancs et nuls | Blancs et nuls                           | Blancs et nuls | 35    | 1,39   |  |  |  |
| Exprimés | Exprimés                                 | Exprimés       | 2 489 | 98,61  |  |  |  |
| Source : France, Ministère de l'intérieur. Les Elections législatives . Métropole., la Documentation française, 1963 (lire en ligne) |                                          |                |       |        |  |  |  |

Dominique Laurelli siégeait au groupe parlementaire de l'UNR.

### Élections de 1962
| | Albert Briand élu          | Sans étiquette | 962   | 40,40  |  |  |  |
| | Auguste Maufroy            | Divers droite  | 792   | 33,26  |  |  |  |
| | Dominique-Antoine Laurelli | UNR-UDT        | 627   | 26,33  |  |  |  |
| |                            |                |       |        |  |  |  |
| Inscrits | Inscrits                   | Inscrits       | 2 962 | 100,00 |  |  |  |
| Abstentions | Abstentions                | Abstentions    | 509   | 17,18  |  |  |  |
| Votants | Votants                    | Votants        | 2 453 | 82,82  |  |  |  |
| Blancs et nuls | Blancs et nuls             | Blancs et nuls | 72    | 2,94   |  |  |  |
| Exprimés | Exprimés                   | Exprimés       | 2 381 | 97,06  |  |  |  |
| Source : France, Ministère de l'intérieur. Les Elections législatives . Métropole., la Documentation française, 1967 (lire en ligne) |                            |                |       |        |  |  |  |

Le suppléant d'Albert Briand était Robert Serge.

### Élections de 1964
| | Albert Briand sortant réélu | Sans étiquette | 1 246 | 54,48  |  |  |  |
| | Georges Blin                | Divers         | 793   | 34,67  |  |  |  |
| | Francis Leroux              | Divers         | 248   | 10,84  |  |  |  |
| |                             |                |       |        |  |  |  |
| Inscrits | Inscrits                    | Inscrits       | 3 009 | 100,00 |  |  |  |
| Abstentions | Abstentions                 | Abstentions    | 634   | 21,07  |  |  |  |
| Votants | Votants                     | Votants        | 2 375 | 78,93  |  |  |  |
| Blancs et nuls | Blancs et nuls              | Blancs et nuls | 88    | 3,71   |  |  |  |
| Exprimés | Exprimés                    | Exprimés       | 2 287 | 96,29  |  |  |  |
| Source : France, Ministère de l'intérieur. Les Elections législatives . Métropole., la Documentation française, 1967 (lire en ligne) |                             |                |       |        |  |  |  |

Albert Briand décède le 29 mai 1966. Son suppléant, Henry Le Besnerais, ethnologue, le remplaça du 30 mai 1966 au 2 avril 1967.
Les deux siégeaient comme non-inscrits.

### Élections de 1967
| Candidat | Candidat                      | Parti          | Premier tour | Premier tour | Second tour | Second tour |  |
| Candidat | Candidat                      | Parti          | Voix         | %            | Voix        | %           |  |
| --- | ----------------------------- | -------------- | ------------ | ------------ | ----------- | ----------- |  |
| | Jacques-Philippe Vendroux élu | UD-Ve          | 1 170        | 49,53        | 1 328       | 100,00      |  |
| | Albert Pen                    | Divers         | 741          | 31,37        | Retrait     | Retrait     |  |
| | Henry Le Besnerais            | Divers         | 451          | 19,09        |             |             |  |
| |                               |                |              |              |             |             |  |
| Inscrits | Inscrits                      | Inscrits       | 3 183        | 100,00       | 3 185       | 100,00      |  |
| Abstentions | Abstentions                   | Abstentions    | 690          | 21,68        | 1 077       | 33,81       |  |
| Votants | Votants                       | Votants        | 2 493        | 78,32        | 2 108       | 66,19       |  |
| Blancs et nuls | Blancs et nuls                | Blancs et nuls | 131          | 5,25         | 780         | 37          |  |
| Exprimés | Exprimés                      | Exprimés       | 2 362        | 94,75        | 1 328       | 63          |  |
| Source : France, Ministère de l'intérieur. Les Elections législatives . Métropole., la Documentation française, 1967 (lire en ligne) |                               |                |              |              |             |             |  |

Le suppléant de Jacques-Philippe Vendroux était Georges Farvacque (1920-2014), ancien F.A.F.I., groupe Lorraine, aiguilleur du ciel, de Saint-Pierre.

### Élections de 1968
| | Jacques-Philippe Vendroux sortant réélu | UDR (URP)      | 1 701 | 100,00 |  |  |  |
| |                                         |                |       |        |  |  |  |
| Inscrits | Inscrits                                | Inscrits       | 3 177 | 100,00 |  |  |  |
| Abstentions | Abstentions                             | Abstentions    | 972   | 30,59  |  |  |  |
| Votants | Votants                                 | Votants        | 2 205 | 69,41  |  |  |  |
| Blancs et nuls | Blancs et nuls                          | Blancs et nuls | 504   | 22,86  |  |  |  |
| Exprimés | Exprimés                                | Exprimés       | 1 701 | 77,14  |  |  |  |
| Source : France, Ministère de l'intérieur. Les Elections législatives . Métropole., la Documentation française, 1974 (lire en ligne) |                                         |                |       |        |  |  |  |

### Élections de 1973
| | Frédéric Gabriel-Sabatier élu | Divers droite  | 1 222 | 56,11  |  |  |  |
| | Georges Poulet                | RI (URP)       | 956   | 43,89  |  |  |  |
| |                               |                |       |        |  |  |  |
| Inscrits | Inscrits                      | Inscrits       | 3 476 | 100,00 |  |  |  |
| Abstentions | Abstentions                   | Abstentions    | 919   | 26,44  |  |  |  |
| Votants | Votants                       | Votants        | 2 557 | 73,56  |  |  |  |
| Blancs et nuls | Blancs et nuls                | Blancs et nuls | 379   | 14,82  |  |  |  |
| Exprimés | Exprimés                      | Exprimés       | 2 178 | 85,18  |  |  |  |
| Source : France, Ministère de l'intérieur. Les Elections législatives . Métropole., la Documentation française, 1974 (lire en ligne) |                               |                |       |        |  |  |  |

Frédéric Gabriel-Sabatier siégea au groupe parlementaire de l'Union centriste, puis chez les Républicains indépendants, et enfin au groupe  du RPR.
Son suppléant était Émile Letournel, chirurgien orthopédiste.

### Élections de 1978
| Candidat       | Candidat                     | Parti          | Premier tour | Premier tour | Second tour | Second tour |  |
| Candidat       | Candidat                     | Parti          | Voix         | %            | Voix        | %           |  |
| -------------- | ---------------------------- | -------------- | ------------ | ------------ | ----------- | ----------- |  |
|                | Marc Plantegenest élu        | Sans étiquette | 1 467        | 48,21        | 1 650       | 52,65       |  |
|                | Jean-Jacques Blanco-Carlotti | UDF (PR)       | 496          | 16,30        | 1 532       | 47,45       |  |
|                | Paul Audouze                 | Divers droite  | 444          | 14,59        |             |             |  |
|                | Hubert Germain               | RPR            | 345          | 11,34        |             |             |  |
|                | Mme Prudence                 | Divers         | 189          | 6,21         |             |             |  |
|                | Marcel Bossé                 | Divers         | 102          | 3,35         |             |             |  |
|                |                              |                |              |              |             |             |  |
| Inscrits       | Inscrits                     | Inscrits       | 3 853        | 100,00       | 3 861       | 100,00      |  |
| Abstentions    | Abstentions                  | Abstentions    | 674          | 17,49        | 572         | 14,81       |  |
| Votants        | Votants                      | Votants        | 3 179        | 82,51        | 3 289       | 85,19       |  |
| Blancs et nuls | Blancs et nuls               | Blancs et nuls | 136          | 4,28         | 107         | 3,25        |  |
| Exprimés       | Exprimés                     | Exprimés       | 3 043        | 95,72        | 3 182       | 96,75       |  |

Le suppléant de Marc Plantegenest était Émile Letournel, chirurgien orthopédiste à Paris. Marc Plantegenest siégea comme député non-inscrit.

### Élections de 1981
| Candidat       | Candidat                     | Parti          | Premier tour | Premier tour | Second tour | Second tour |  |
| Candidat       | Candidat                     | Parti          | Voix         | %            | Voix        | %           |  |
| -------------- | ---------------------------- | -------------- | ------------ | ------------ | ----------- | ----------- |  |
|                | Albert Pen élu               | EPC            | 1 025        | 38,90        | 1 759       | 60,45       |  |
|                | Jean-Jacques Blanco-Carlotti | Divers droite  | 830          | 31,50        | 1 151       | 39,55       |  |
|                | Gérard Grignon               | Divers droite  | 400          | 15,18        |             |             |  |
|                | Victor Reux                  | PRA            | 199          | 7,55         |             |             |  |
|                | Julien-Renan Lepers          | Divers droite  | 181          | 6,87         |             |             |  |
|                |                              |                |              |              |             |             |  |
| Inscrits       | Inscrits                     | Inscrits       | 3 868        | 100,00       | 3 867       | 100,00      |  |
| Abstentions    | Abstentions                  | Abstentions    | 1 122        | 29,01        | 828         | 21,41       |  |
| Votants        | Votants                      | Votants        | 2 746        | 70,99        | 3 039       | 78,59       |  |
| Blancs et nuls | Blancs et nuls               | Blancs et nuls | 111          | 4,04         | 129         | 4,24        |  |
| Exprimés       | Exprimés                     | Exprimés       | 2 635        | 95,96        | 2 910       | 95,76       |  |

### Élections de 1986
| Candidat                                                               | Candidat                     | Parti          | Premier tour | Premier tour | Second tour | Second tour |  |
| Candidat                                                               | Candidat                     | Parti          | Voix         | %            | Voix        | %           |  |
| ---------------------------------------------------------------------- | ---------------------------- | -------------- | ------------ | ------------ | ----------- | ----------- |  |
|                                                                        | Albert Pen sortant réélu     | app. PS        | 1 528        | 48,66        | 1 697       | 52,21       |  |
|                                                                        | Gérard Grignon               | AD             | 619          | 19,71        | 1 553       | 47,78       |  |
|                                                                        | Victor Reux                  | RPR            | 612          | 19,49        | Retrait     | Retrait     |  |
|                                                                        | Jean-Jacques Blanco-Carlotti | UDF (PR)       | 219          | 6,97         |             |             |  |
|                                                                        | Serge Derible                | MRG            | 162          | 5,15         |             |             |  |
|                                                                        |                              |                |              |              |             |             |  |
| Inscrits                                                               | Inscrits                     | Inscrits       | 4 097        | 100,00       | 4 097       | 100,00      |  |
| Abstentions                                                            | Abstentions                  | Abstentions    | 868          | 21,19        | 732         | 17,87       |  |
| Votants                                                                | Votants                      | Votants        | 3 229        | 78,81        | 3 365       | 82,13       |  |
| Blancs et nuls                                                         | Blancs et nuls               | Blancs et nuls | 89           | 2,76         | 115         | 3,42        |  |
| Exprimés                                                               | Exprimés                     | Exprimés       | 3 140        | 97,24        | 3 250       | 96,58       |  |
| Source : Le Monde, 19 mars 1986, p. 8 et Le Monde, 25 mars 1986, p. 10 |                              |                |              |              |             |             |  |

### Élections partielles de 1986
| Candidat       | Candidat           | Parti          | Premier tour | Premier tour | Second tour | Second tour |  |
| Candidat       | Candidat           | Parti          | Voix         | %            | Voix        | %           |  |
| -------------- | ------------------ | -------------- | ------------ | ------------ | ----------- | ----------- |  |
|                | Gérard Grignon élu | AD             | 1 144        | 38,85        | 1 892       | 57,3        |  |
|                | Marc Plantegenest  | app. PS        | 1 083        | 36,77        | 1 410       | 42,7        |  |
|                | Victor Reux        | RPR            | 552          | 18,74        | Retrait     | Retrait     |  |
|                | Pierre Miadonnet   | app. PS        | 166          | 5,64         |             |             |  |
|                |                    |                |              |              |             |             |  |
| Inscrits       | Inscrits           | Inscrits       | 4 132        | 100,00       | 4 312       | 100,00      |  |
| Abstentions    | Abstentions        | Abstentions    | 1 121        | 27,13        | 915         | 21,22       |  |
| Votants        | Votants            | Votants        | 3 011        | 72,87        | 3 397       | 78,78       |  |
| Blancs et nuls | Blancs et nuls     | Blancs et nuls | 66           | 2,19         | 95          | 2,8         |  |
| Exprimés       | Exprimés           | Exprimés       | 2 945        | 97,81        | 3 302       | 97,2        |  |

### Élections de 1988
|                | Gérard Grignon sortant réélu | UDF (CDS)      | 2 241 | 90,33  |  |  |  |
|                | Pierre Paturel               | Divers droite  | 239   | 9,63   |  |  |  |
|                | Jean-Pierre Bansard          | Divers droite  | 1     | 0,04   |  |  |  |
|                |                              |                |       |        |  |  |  |
| Inscrits       | Inscrits                     | Inscrits       | 4 431 | 100,00 |  |  |  |
| Abstentions    | Abstentions                  | Abstentions    | 1 689 | 38,12  |  |  |  |
| Votants        | Votants                      | Votants        | 2 742 | 61,88  |  |  |  |
| Blancs et nuls | Blancs et nuls               | Blancs et nuls | 261   | 9,52   |  |  |  |
| Exprimés       | Exprimés                     | Exprimés       | 2 481 | 90,48  |  |  |  |

Le suppléant de Gérard Grignon était Bernard Le Soavec.

### Élections de 1993
|                | Gérard Grignon sortant réélu | UDF (CDS)      | 2 493 | 73,78  |  |  |  |
|                | Michel Massouty              | RPR            | 886   | 26,22  |  |  |  |
|                | Hervé Causse                 | Divers droite  | 0     | 0      |  |  |  |
|                |                              |                |       |        |  |  |  |
| Inscrits       | Inscrits                     | Inscrits       | 4 264 | 100,00 |  |  |  |
| Abstentions    | Abstentions                  | Abstentions    | 726   | 17,03  |  |  |  |
| Votants        | Votants                      | Votants        | 3 538 | 82,97  |  |  |  |
| Blancs et nuls | Blancs et nuls               | Blancs et nuls | 159   | 4,49   |  |  |  |
| Exprimés       | Exprimés                     | Exprimés       | 3 379 | 95,51  |  |  |  |

### Élections de 1997
| Candidat       | Candidat                     | Parti          | Premier tour | Premier tour | Second tour | Second tour |  |
| Candidat       | Candidat                     | Parti          | Voix         | %            | Voix        | %           |  |
| -------------- | ---------------------------- | -------------- | ------------ | ------------ | ----------- | ----------- |  |
|                | Gérard Grignon sortant réélu | AD             | 1 509        | 46,5         | 1 882       | 52,21       |  |
|                | Albert Pen                   | PS             | 869          | 26,78        | Retrait     | Retrait     |  |
|                | Marc Plantegenest            | Divers gauche  | 867          | 26,72        | 1 723       | 47,79       |  |
|                |                              |                |              |              |             |             |  |
| Inscrits       | Inscrits                     | Inscrits       | 4 470        | 100,00       | 4 469       | 100,00      |  |
| Abstentions    | Abstentions                  | Abstentions    | 1 022        | 22,86        | 720         | 16,11       |  |
| Votants        | Votants                      | Votants        | 3 448        | 77,14        | 3 749       | 83,89       |  |
| Blancs et nuls | Blancs et nuls               | Blancs et nuls | 203          | 5,89         | 144         | 3,84        |  |
| Exprimés       | Exprimés                     | Exprimés       | 3 245        | 94,11        | 3 605       | 96,16       |  |

Le suppléant de Gérard Grignon était Bernard Le Soavec.

### Élections de 2002
| Candidat                          | Candidat                     | Parti          | Premier tour | Premier tour | Second tour | Second tour |  |
| Candidat                          | Candidat                     | Parti          | Voix         | %            | Voix        | %           |  |
| --------------------------------- | ---------------------------- | -------------- | ------------ | ------------ | ----------- | ----------- |  |
|                                   | Gérard Grignon sortant réélu | AD             | 1 388        | 44,04        | 2 356       | 69,17       |  |
|                                   | Karine Claireaux             | PS             | 608          | 19,29        | 1 050       | 30,83       |  |
|                                   | Annick Girardin              | CSA            | 465          | 14,75        |             |             |  |
|                                   | André Urtizberea             | Divers gauche  | 330          | 10,47        |             |             |  |
|                                   | Bernard Le Soavec            | AD             | 218          | 6,92         |             |             |  |
|                                   | Jean-Bertrand Gauvain        | DL             | 107          | 3,39         |             |             |  |
|                                   | Jean-Marc Gutelle            | Divers droite  | 22           | 0,7          |             |             |  |
|                                   | Annick Perrin-Jassy          | MNR            | 14           | 0,44         |             |             |  |
|                                   |                              |                |              |              |             |             |  |
| Inscrits                          | Inscrits                     | Inscrits       | 4 824        | 100,00       | 4 822       | 100,00      |  |
| Abstentions                       | Abstentions                  | Abstentions    | 1 610        | 33,37        | 1 219       | 25,28       |  |
| Votants                           | Votants                      | Votants        | 3 214        | 66,63        | 3 603       | 74,72       |  |
| Blancs et nuls                    | Blancs et nuls               | Blancs et nuls | 62           | 1,93         | 197         | 5,47        |  |
| Exprimés                          | Exprimés                     | Exprimés       | 3 152        | 98,07        | 3 406       | 94,53       |  |
| Source : Ministère de l'Intérieur |                              |                |              |              |             |             |  |

Le suppléant de Gérard Grignon était Stéphane Artano, directeur commercial et fondé de pouvoir.

### Élections de 2007
| Candidat                          | Candidat               | Parti          | Premier tour | Premier tour | Second tour | Second tour |  |
| Candidat                          | Candidat               | Parti          | Voix         | %            | Voix        | %           |  |
| --------------------------------- | ---------------------- | -------------- | ------------ | ------------ | ----------- | ----------- |  |
|                                   | Gérard Grignon sortant | AD             | 1 098        | 35,31        | 1 726       | 48,73       |  |
|                                   | Annick Girardin élue   | CSA            | 966          | 31,06        | 1 816       | 51,27       |  |
|                                   | Karine Claireaux       | EPC            | 463          | 14,89        |             |             |  |
|                                   | Marc Plantegenest      | EPC            | 377          | 12,12        |             |             |  |
|                                   | Bernard Le Soavec      | AD             | 206          | 6,62         |             |             |  |
|                                   |                        |                |              |              |             |             |  |
| Inscrits                          | Inscrits               | Inscrits       | 4 924        | 100,00       | 4 923       | 100,00      |  |
| Abstentions                       | Abstentions            | Abstentions    | 1 691        | 34,34        | 1 183       | 24,03       |  |
| Votants                           | Votants                | Votants        | 3 233        | 65,66        | 3 740       | 75,97       |  |
| Blancs et nuls                    | Blancs et nuls         | Blancs et nuls | 123          | 3,8          | 198         | 5,29        |  |
| Exprimés                          | Exprimés               | Exprimés       | 3 110        | 96,2         | 3 542       | 94,71       |  |
| Source : Ministère de l'Intérieur |                        |                |              |              |             |             |  |

### Élections de 2012
|                | Annick Girardin sortante réélue | CSA            | 1 674 | 65,52  |  |  |  |
|                | Bernard le Soavec               | AD             | 378   | 14,79  |  |  |  |
|                | François Zimmermann             | Divers droite  | 289   | 11,31  |  |  |  |
|                | Roger Rode                      | FN             | 116   | 4,54   |  |  |  |
|                | Thierry Abraham                 | CNIP           | 98    | 3,83   |  |  |  |
|                |                                 |                |       |        |  |  |  |
| Inscrits       | Inscrits                        | Inscrits       | 4 926 | 100,00 |  |  |  |
| Abstentions    | Abstentions                     | Abstentions    | 2 290 | 46,49  |  |  |  |
| Votants        | Votants                         | Votants        | 2 636 | 53,51  |  |  |  |
| Blancs et nuls | Blancs et nuls                  | Blancs et nuls | 81    | 3,07   |  |  |  |
| Exprimés       | Exprimés                        | Exprimés       | 2 555 | 96,93  |  |  |  |

### Élections partielles de 2014
| Candidat       | Candidat            | Parti          | Premier tour | Premier tour | Premier tour |  |
| Candidat       | Candidat            | Parti          | Voix         | %            |              |  |
| -------------- | ------------------- | -------------- | ------------ | ------------ | ------------ |  |
|                | Annick Girardin     | CSA            | 1 342        | 59,91        |              |  |
|                | François Zimmermann | DVD            | 758          | 33,84        |              |  |
|                | Roger Rode          | FN             | 87           | 3,88         |              |  |
|                | Pierre Magnin       | PP             | 53           | 2,37         |              |  |
|                |                     |                |              |              |              |  |
| Inscrits       | Inscrits            | Inscrits       | 4 919        | 100,00       |              |  |
| Abstentions    | Abstentions         | Abstentions    | 2 599        | 52,84        |              |  |
| Votants        | Votants             | Votants        | 2 320        | 47,16        |              |  |
| Blancs et nuls | Blancs et nuls      | Blancs et nuls | 80           | 3,45         |              |  |
| Exprimés       | Exprimés            | Exprimés       | 2 240        | 96,55        |              |  |

### Élections de 2017
|                                                                                          |                                                     |                           |                           |                          |                          |
|                                                                                          |                                                     | Premier tour 11 juin 2017 | Premier tour 11 juin 2017 | Second tour 18 juin 2017 | Second tour 18 juin 2017 |
|                                                                                          |                                                     |                           |                           |                          |                          |
|                                                                                          |                                                     | Nombre                    | % des inscrits            | Nombre                   | % des inscrits           |
| Inscrits                                                                                 | Inscrits                                            | 4 974                     | 100,00                    | 4 974                    | 100,00                   |
| Abstentions                                                                              | Abstentions                                         | 2 017                     | 40,55                     | 1 226                    | 24,65                    |
| Votants                                                                                  | Votants                                             | 2 957                     | 59,45                     | 3 748                    | 75,35                    |
|                                                                                          |                                                     |                           | % des votants             |                          | % des votants            |
| Bulletins blancs                                                                         | Bulletins blancs                                    | 30                        | 1,10                      | 62                       | 1,65                     |
| Bulletins nuls                                                                           | Bulletins nuls                                      | 20                        | 0,68                      | 50                       | 1,33                     |
| Suffrages exprimés                                                                       | Suffrages exprimés                                  | 2 907                     | 98,31                     | 3 636                    | 97,01                    |
|                                                                                          |                                                     |                           |                           |                          |                          |
| Candidat Étiquette politique (partis et alliances)                                       | Candidat Étiquette politique (partis et alliances)  | Voix                      | % des exprimés            | Voix                     | % des exprimés           |
|                                                                                          | Annick Girardin (députée sortante) Cap sur l'avenir | 1 209                     | 41,59                     | 1 886                    | 51,87                    |
|                                                                                          | Stéphane Lenormand Archipel demain                  | 1 209                     | 41,59                     | 1 750                    | 48,13                    |
|                                                                                          | Denis Vigneau-Dugué Divers droite                   | 314                       | 10,80                     |                          |                          |
|                                                                                          | Robert Langlois La France insoumise                 | 146                       | 5,02                      |                          |                          |
|                                                                                          | Roger Rode Front national                           | 29                        | 1,00                      |                          |                          |
| Source : Ministère de l'Intérieur - Première circonscription de Saint-Pierre-et-Miquelon |                                                     |                           |                           |                          |                          |

### Élections de 2022
| Candidat                 | Candidat                 | Parti et coalition       | Nuance                   | Premier tour | Premier tour | Second tour | Second tour |
| Candidat                 | Candidat                 | Parti et coalition       | Nuance                   | Voix         | %            | Voix        | %           |
| ------------------------ | ------------------------ | ------------------------ | ------------------------ | ------------ | ------------ | ----------- | ----------- |
|                          | Stéphane Lenormand       | AD (UDC)                 | DVD                      | 856          | 32,39        | 1 329       | 50,36       |
|                          | Olivier Gaston           | LFI (NUPES)              | DVG                      | 782          | 29,59        | 1 310       | 49,64       |
|                          | Patrick Lebailly         | EPC                      | DVG                      | 532          | 20,13        |             |             |
|                          | Dominica Michel-Revert   | CSA (ENS)                | DIV                      | 473          | 17,90        |             |             |
|                          |                          |                          |                          |              |              |             |             |
| Votes valides            | Votes valides            | Votes valides            | Votes valides            | 2 643        | 97,85        | 2 639       | 93,42       |
| Votes blancs             | Votes blancs             | Votes blancs             | Votes blancs             | 38           | 1,41         | 121         | 4,28        |
| Votes nuls               | Votes nuls               | Votes nuls               | Votes nuls               | 20           | 0,74         | 65          | 2,30        |
| Total                    | Total                    | Total                    | Total                    | 2 701        | 100          | 2 825       | 100         |
| Abstention               | Abstention               | Abstention               | Abstention               | 2 352        | 46,55        | 2 224       | 44,05       |
| Inscrits / participation | Inscrits / participation | Inscrits / participation | Inscrits / participation | 5 053        | 53,45        | 5 049       | 55,95       |

### Élections de 2024
| Candidat                 | Candidat                 | Parti et coalition       | Nuances                  | Premier tour | Premier tour | Second tour | Second tour |
| Candidat                 | Candidat                 | Parti et coalition       | Nuances                  | Voix         | %            | Voix        | %           |
| ------------------------ | ------------------------ | ------------------------ | ------------------------ | ------------ | ------------ | ----------- | ----------- |
|                          | Stéphane Lenormand       | AD                       | DVD                      | 1184         | 43,09        | 1665        | 61,74       |
|                          | Frédéric Beaumont        | PS (NFP)                 | SOC                      | 464          | 16,89        | 1032        | 38,26       |
|                          | Marie Letournel          | FI (NFP)                 | FI                       | 409          | 14,88        |             |             |
|                          | Patricia Chagnon         | RN                       | RN                       | 291          | 10,59        |             |             |
|                          | Patrick Lebailly         | EPC                      | DVG                      | 400          | 14,56        |             |             |
|                          |                          |                          |                          |              |              |             |             |
| Votes exprimés           | Votes exprimés           | Votes exprimés           | Votes exprimés           | 2748         | 97,90        | 2697        | 95,98       |
| Votes blancs             | Votes blancs             | Votes blancs             | Votes blancs             | 37           | 1,32         | 69          | 2,46        |
| Votes nuls               | Votes nuls               | Votes nuls               | Votes nuls               | 22           | 0,78         | 44          | 1,57        |
| Total                    | Total                    | Total                    | Total                    | 2807         | 100          | 2810        | 100         |
| Abstention               | Abstention               | Abstention               | Abstention               | 2262         | 44,62        | 2258        | 44,55       |
| Inscrits / participation | Inscrits / participation | Inscrits / participation | Inscrits / participation | 5069         | 55,38        | 5068        |             |